# José Graciosa
José Gomes Graciosa (Valença, 18 de março de 1954) é um advogado e político brasileiro, filiado ao Partido do Movimento Democrático Brasileiro (PMDB). Foi deputado estadual do Rio de Janeiro entre 1991 e 1998 e presidente do Tribunal de Contas do Estado do Rio de Janeiro de 2001 a 2006.

## Biografia
É filho de Nilo Borges Graciosa e Dilce Demarchi Gomes Graciosa; formado em direito pela Faculdade de Direito de Valença.
- Vereador na Câmara Municipal de Valença de 31 de janeiro de 1976 a 31 de janeiro de 1982, e da qual foi primeiro secretário e membro da comissão de legislação da Fazenda e Patrimônio.
- Prefeito municipal de Valença de 31 de janeiro de 1982 a 31 de janeiro de 1989
- Deputado estadual eleito em 15 de novembro de 1990, e reeleito em 1994, pelo Partido do Movimento Democrático Brasileiro.

Na Assembleia Legislativa do Estado do Rio de Janeiro, ocupou vários cargos de destaque:
- Membro da comissão de Constituição e Justiça;
- Membro da comissão de Defesa do Consumidor;
- Membro da comissão de Legislação Complementar e Códigos;
- Primeiro secretário.

Por seu dinamismo à frente da Primeira Secretaria, o então deputado José Graciosa foi reeleito primeiro-secretário da Alerj em 1995.
Foi eleito Conselheiro do Tribunal de Contas do Estado do Rio de Janeiro, contando com todos os votos dos deputados presentes (68).
Foi condecorado com a Medalha Tiradentes, em 1992, pelo supremo conselho do Grau 33 do Rito Escocês Antigo e Aceito da Maçonaria para a República Federativa do Brasil.
A vida política de José Gomes Graciosa vem desde o tempo de seu pai, muito interessado na política valenciana, tendo sido vereador, delegado de polícia, advogado militante por mais de quarenta anos, professor e vice-diretor da Faculdade de Direito de Valença, vice-reitor da Faculdade de Medicina, presidente da Ordem dos Advogados do Brasil (seção RJ - Valença) e provedor da Casa da Misericórdia.
José Graciosa e os também conselheiros do Tribunal de Contas do Estado do Rio de Janeiro Jonas Lopes de Carvalho Junior e José Leite Nader, este já aposentado, foram indiciados pela Polícia Federal na chamada Operação Passárgada. 

## Operação Quinto do Ouro e prisão
Em 29 de março de 2017, Graciosa foi um dos alvos dos mandatos de prisão da Polícia Federal. A Operação Quinto do Ouro, braço da Operação Lava-Jato, prendeu José Graciosa, que atualmente era conselheiro do Tribunal de Contas do Estado do Rio, e mais outros quatro membros do TCE-RJ, incluindo o seu atual presidente Aloysio Neves e o vice-presidente Domingos Brazão por serem suspeitos de participarem de um esquema de desvio de verbas públicas.